# Jern(III)bromid
Jern(III)bromid er en kemisk forbindelse med sumformel FeBr3. Det kendes også som ferribromid, og stofffet er rødbrunt og lugløst. Det bruges som lewissyre katalysator i halogenering af aromatisk forbindelser. Det reagerer med vand og giver en sur opløsning.